# جورج فيلبس بوند
جورج فيلبس بوند (بالإنجليزية: George Phillips Bond)‏(1825 – 1865) فلكي أمريكي ابن وليم كرانتش بوند، وكانت عظم الأعمال الفلكية مشتركة بينهما مرصد هارفرد 1859.

## أهم أعماله
اكتشف القمر الثامن لزحل، ونبذ نظرية الحالة الصلبة لحلقات ذلك الكوكب، ثم نبذت نظريته له صور نادرة للقمر، كما رسم الخرائط السماوية، وقام بتعيين زوايا اختلاف المنظر للنجوم، وقياسات النجوم المزدوجة، واستخدام التصوير للمقارنة بين لمعان الكواكب، وأعطي أدق وصف لمذنب دوناتي الذي شوهد 1858.

## روابط خارجية
- جورج فيلبس بوند على موقع الموسوعة البريطانية (الإنجليزية)
- جورج فيلبس بوند على موقع إن إن دي بي (الإنجليزية)